# Ruin Naclecar
Ruin Naclecar ist eine osttimoresische Aldeia im Sucos Bairro Pite (Verwaltungsamt Dom Aleixo, Gemeinde Dili). 2015 lebten in Ruin Naclecar 517 Menschen.

## Lage
Ruin Naclecar liegt im Südosten des Sucos Bairro Pite. Westlich von Ruin Naclecar liegen die Aldeias Timor Cmanec und Buca Fini und nördlich Moris Ba Dame und Ribeira Maloa. Westlich und südlich von Ruin Naclecar verläuft der Fluss Maloa. Am anderen Ufer liegt der Suco Vila Verde.